# Tricolia
Tricolia là một chi ốc biển, là động vật thân mềm chân bụng sống ở biển trong họ Phasianellidae.

## Các loài
Các loài có tên được chấp nhận trong chi Tricolia gồm có:

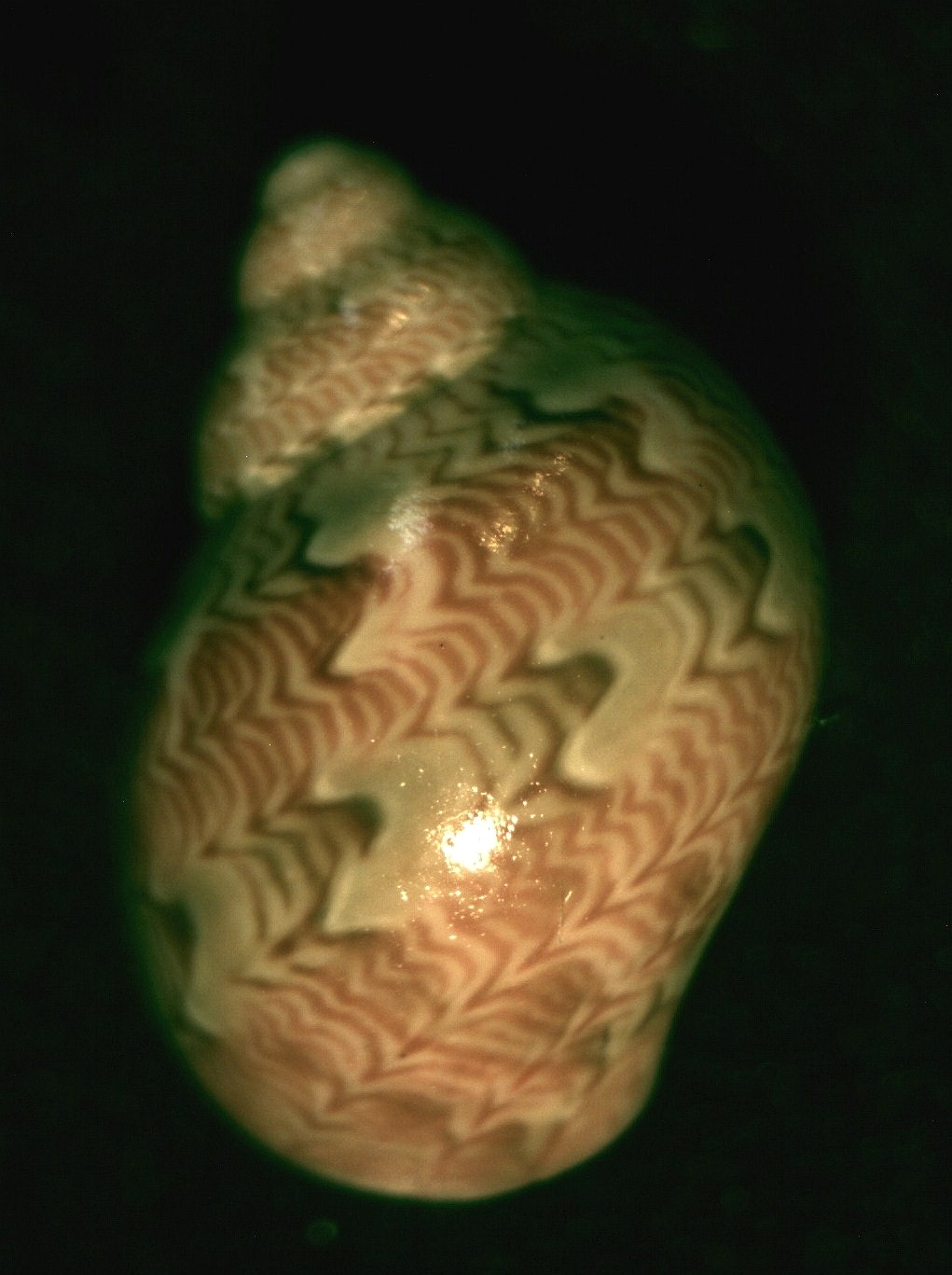
Shell of Tricolia gabiniana

- Tricolia adusta Nangammbi & Herbert, 2006[2]
- Tricolia algoidea (Pallary, 1920)[3]
- Tricolia capensis (Dunker, 1846)[4]
- Tricolia deschampsi Gofas, 1993[5]
- Tricolia entomocheila Gofas, 1993[6]
- Tricolia landinii Bogi & Campani, 2007[7]
- Tricolia miniata (Monterosato, 1884)[8]
- Tricolia neritina (Dunker, 1846)[9]
- Tricolia nordsiecki (Talavera, 1978)[10]
- Tricolia petiti (Craven, 1882)[11]
- Tricolia pullus (Linnaeus, 1758)[12]
- Tricolia punctura Gofas, 1993[13]
- Tricolia retrolineata Nangammbi & Herbert, 2008[14]
- Tricolia saxatilis Nangammbi & Herbert, 2006[15]
- Tricolia speciosa (Mühlfeld, 1824)[16]
- Tricolia tenuis (Michaud, 1829)[17]
- Tricolia tingitana Gofas, 1982[18]

The Indo-Pacific Molluscan Database also gồm cós the following speciesd with names in current use:
- Tricolia bicarinata Dunker, 1846
- Tricolia fordiana (Pilsbry, 1888)
- Tricolia gabiniana (Cotton & Godfrey, 1938)
- Tricolia indica Winckworth, 1940
- Tricolia ios Robertson, 1985
- Tricolia kraussi E.A. Smith, 1911
- Tricolia munieri (Vélain, 1877)
- Tricolia rosea (Angas, 1867)
- Tricolia tomlini (Gatliff & Gabriel, 1921)
- Tricolia tristis (Pilsbry 1903)
- Tricolia tropidophora Tomlin, 1931
- Tricolia variabilis (Pease, 1861)

Species brought into synonymy
- Tricolia affinis (C. B. Adams, 1850) accepted as Eulithidium affine (C. B. Adams, 1850)
- Tricolia picta (da Costa, 1778) accepted as Tricolia pullus picta (da Costa, 1778)
- Tricolia thalassicola Robertson, 1958 accepted as Eulithidium thalassicola (Robertson, 1958)

## Hình ảnh

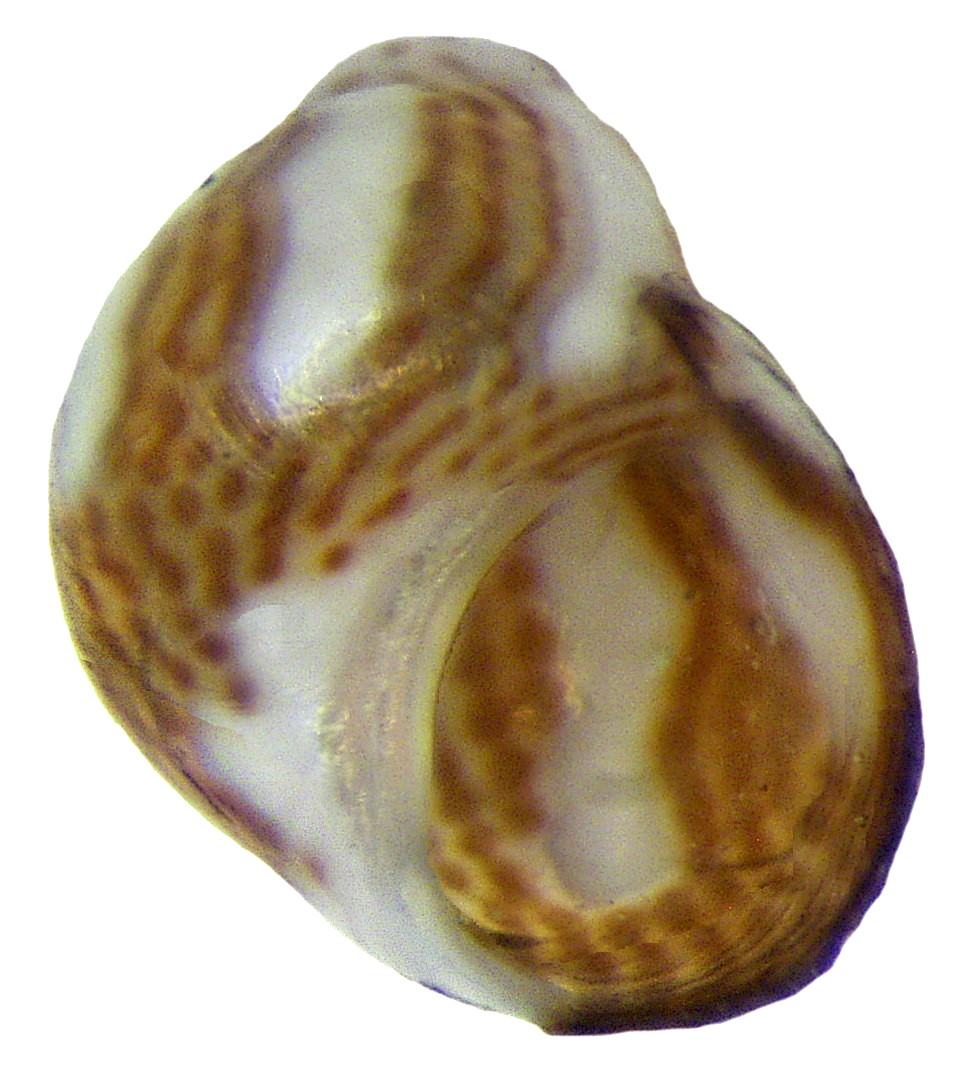